# Шевалдышев, Георгий Иванович
Георгий Иванович Шевалдышев (6 мая 1900, Санкт-Петербург — 28 марта 1974, там же) — советский боксёр 1920-х годов, победитель нескольких престижных турниров того времени. Также известен как тренер, подготовил многих выдающихся боксёров, в том числе чемпионов национального первенства и призёров международных соревнований, один из основателей ленинградской школы бокса. Заслуженный мастер спорта СССР (1943), заслуженный тренер СССР (1956). Судья всесоюзной категории (1937).

## Биография
Родился 6 мая 1900 года в Санкт-Петербурге.
В детстве активно занимался гимнастикой, классической борьбой, играл в футбол и хоккей, но в возрасте четырнадцати лет сделал выбор в пользу бокса, тренировался под руководством профессора Эрнеста Лусталло. Первого серьёзного успеха на ринге добился в 1917 году, когда стал чемпионом Петрограда. Вскоре пошёл служить на флот, но своего любимого дела не оставил. В 1919, 1920 и 1921 годах три раза подряд был чемпионом Балтийского флота, позже в 1922 году победил на Всесоюзной флотской спартакиаде. Последним крупным турниром в его спортивной карьере оказалась Всесоюзная спартакиада 1928 года, где он тоже одержал победу над всеми своими соперниками.
В период 1925—1930 гг. преподавал на кафедре бокса Государственного института физической культуры имени П. Ф. Лесгафта, затем в течение двадцати лет работал тренером в добровольном спортивном обществе «Трудовые резервы», подготовил многих талантливых боксёров, был тренером сборных команд Ленинграда и Советского Союза. В числе его воспитанников — призёр чемпионатов Европы Владимир Стольников, призёр чемпионатов Европы Иван Соболев, чемпион СССР Евгений Шеронин, чемпион СССР Юрий Коноплёв; его учениками были заслуженные тренеры Иван Осипов и Александр Кудрин.
Помимо всего прочего принимал активное участие в организации секции бокса в Ленинградском дворце пионеров, был судьёй всесоюзной категории.
Умер 28 марта 1974 года в Ленинграде, похоронен на Красненьком кладбище.

## Награды
- Медаль «За трудовую доблесть» (27.04.1957) — «за успехи, достигнутые в деле развития массового физкультурного движения в стране, повышения мастерства советских спортсменов, и успешное выступление на международных соревнованиях»